# Nötväckor
Nötväckor (Sittidae) är en familj fåglar inom ordningen tättingar. Familjen omfattar det enda släktet Sitta med ett tjugotal arter. De kännetecknas av stora huvuden, korta stjärtar och kraftiga näbbar och fötter. Nötväckor tillkännager sitt revir med högljudda, enkla sånger. De flesta arterna har grå eller blåaktiga ovansidor och ett svart ögonband. 
De flesta nötväckor häckar i de tempererade eller bergiga skogsområdena på Norra halvklotet, men två arter har anpassat sig till klippiga miljöer i de varmare och torrare områdena i Eurasien. Den största mångfalden finns dock i Sydasien, och likheter mellan arterna har gjort det svårt att identifiera distinkta arter. Alla medlemmar av släktet häckar i hålor eller skrevor. De flesta arterna är stannfåglar och bor i samma miljö hela året, men den nordamerikanska rödbröstad nötväcka flyttar till varmare områden på vintern. Några arter av nötväckor har begränsade utbredningar och hotas av avskogning. 
Nötväckor är allätare och äter mestadels insekter, nötter och frön. De födosöker efter insekter som är gömda i eller under bark genom att klättra längs trädstammar och grenar, ibland upp och ner. De födosöker inom sina revir när de häckar, men kan ansluta sig till flockar av olika arter vid andra tidpunkter. Deras vana att kila fast en stor bit föda i en spricka för att sedan hacka på den med sina starka näbbar har givit upphov till gruppens namn på svenska med flera språk.

## Taxonomi och namn
Historiskt sett har ett antal olika arter med liknande morfologi placerats i familjen, men DNA-studier har senare avslöjat att likheterna utformats efter liknande ekologisk nisch snarare än släktskap. Klättervangan på Madagaskar och sittellorna i Australien och Nya Guinea placerades tidigare i familjen nötväckor på grund av likheter i utseende och beteende, men de är inte nära besläktade. Likheterna uppkom genom konvergent evolution för att fylla en ekologisk nisch.
Även borträknat dessa arter råder det diskussion om vilka som ska inkluderas i familjen. Murkryparen befinner sig morfologiskt mellan nötväckorna och trädkryparna, men dess fjäderdräkt inklusive formen och mönstret på dess stjärt tyder på att den befinner sig närmare trädkryparna. Numera separeras murkryparen till den egna familjen Tichodromadidae,
men dess taxonomiska ställning har inte avgjorts fullständigt.
Likaså intar de numera två arterna fläckkrypare, Salpornis (tidigare behandlade som en och samma art) en mellanposition mellan nötväckor och trädkrypare, där de i fjäderdräkten är kryptiskt tecknade likt de senare men saknar deras styva stjärtfjädrar och påminner på så vis mer om nötväckor i kroppsformen. Flera genetiska studier visar på motsägande resultat vad gäller Salpornis placering, medan en studie från 2017 placerar dem trots allt bland trädkryparna. Bland de större internationella taxonomiska auktoriteterna råder ingen konsensus, där vissa för dem till Certhiidae och andra till Sittidae.
Släktets namn Sitta (Linné 1758) 
har härletts från sittē, det gammalgrekiska namnet på denna fågel. 
Ordet nötväcka syftar på att vissa arter har benägenheten att kila fast bitar av föda i en spricka och hacka på föremålet med sina starka näbbar. Väcka är ett verb som förekommer i svenska dialekter med betydelsen "hugga spånor ur furuträ".
Vissa taxonomer placerar nötväckorna och trädkryparna i en större grupp tillsammans med gärdsmygar och myggsnappare. Denna överfamilj, Certhioidea, stöds av fylogenetiska undersökningar där man studerat mitokondrie- och cellkärne-DNA, och bildar en systerklad till överfamiljen Sylvioidea inom tättingarna. 
Den fossila dokumentationen för denna grupp begränsas till ett fotben från en fågel från tidig miocen från Bayern, Certhiops rummeli, som har identifierats som en utdöd medlem av kladen Certhioidea.
Förhållandena mellan de olika taxonen inom familjen har tidigare varit under diskussion. En genomgång av asiatiska nötväckor från 2006 antydde att det fortfarande finns olösta problem i nötväckornas taxonomi och föreslog en uppdelning av släktet Sitta. Detta förslag skulle flytta de röd- och gulnäbbade sydasiatiska arterna (rödnäbbad nötväcka, gulnäbbad nötväcka och filippinnötväcka) till ett nytt släkte, skapa ett tredje släkte för blånötväckan, och möjligen ett fjärde för praktnötväckan. En DNA-studie från 2014 har kastat nytt ljus över släktskapen arterna emellan. Familjen kan delas upp i fem klader enligt följande, varje klad systerart till resten av familjen:
- De vitkindade asiatiska arterna sichuannötväcka och vitkindad nötväcka är basala i familjen.
- Därefter bildar den amerikanska arten vitbröstad nötväcka och den hotade asiatiska jättenötväckan ett oväntat par.
- Den största kladen består av klippnötväcka och nötväcka med släktingar, alla förekommande i Europa och Asien
- En liten klad med de sydasiatiska röd- och gulnäbbade arterna samt blånötväcka (se ovan)
- En grupp med mycket små nötväckor i både Nordamerika, Europa och Asien, flera av dem med mycket begränsad utbredning.

Inom dessa grupper har artgränserna historiskt varit svårdefinierbara. Den sista kladen består av arter som rödbröstad nötväcka, korsikansk nötväcka och kinesisk nötväcka med häckningsområden på tusentals kilometers avstånd från varandra, men som är likartade i val av miljö, utseende och sång. Dessa ansågs tidigare utgöra en art, men uppdelas nu vanligen i tre och utgör en överart tillsammans med turknötväcka och kabylnötväcka. Ovanligt nog för nötväckor gräver alla fem arterna ut sina egna bon.
Nötväckan ansågs traditionellt ingå i en överart tillsammans med naganötväckan, kashmirnötväckan och kastanjenötväckan som ersätter varandra geografiskt över Asien. Den senare har dock delats upp i två eller tre arter: kastanjenötväcka, kanelnötväcka och ofta även burmanötväcka. Undersökningar av mitokondrie-DNA har visat att den vitbröstade nordliga underarten av nötväcka, S. (europea) arctica, är särpräglad
och urskiljs numera oftast som egen art, jakutisk nötväcka.
2016 urskilde även Birdlife International och IUCN den i Bahamas förekommande underarten av brunhuvad nötväcka, insularis, som en egen art, "bahamanötväcka".
Bortsett från det senaste tillskottet av jakutisk nötväcka samt "bahamanötväckan" råder det dock idag i stort sett konsensus mellan ledande internationella taxonomiska auktoriteter om artgränserna i familjen.

## Beskrivning

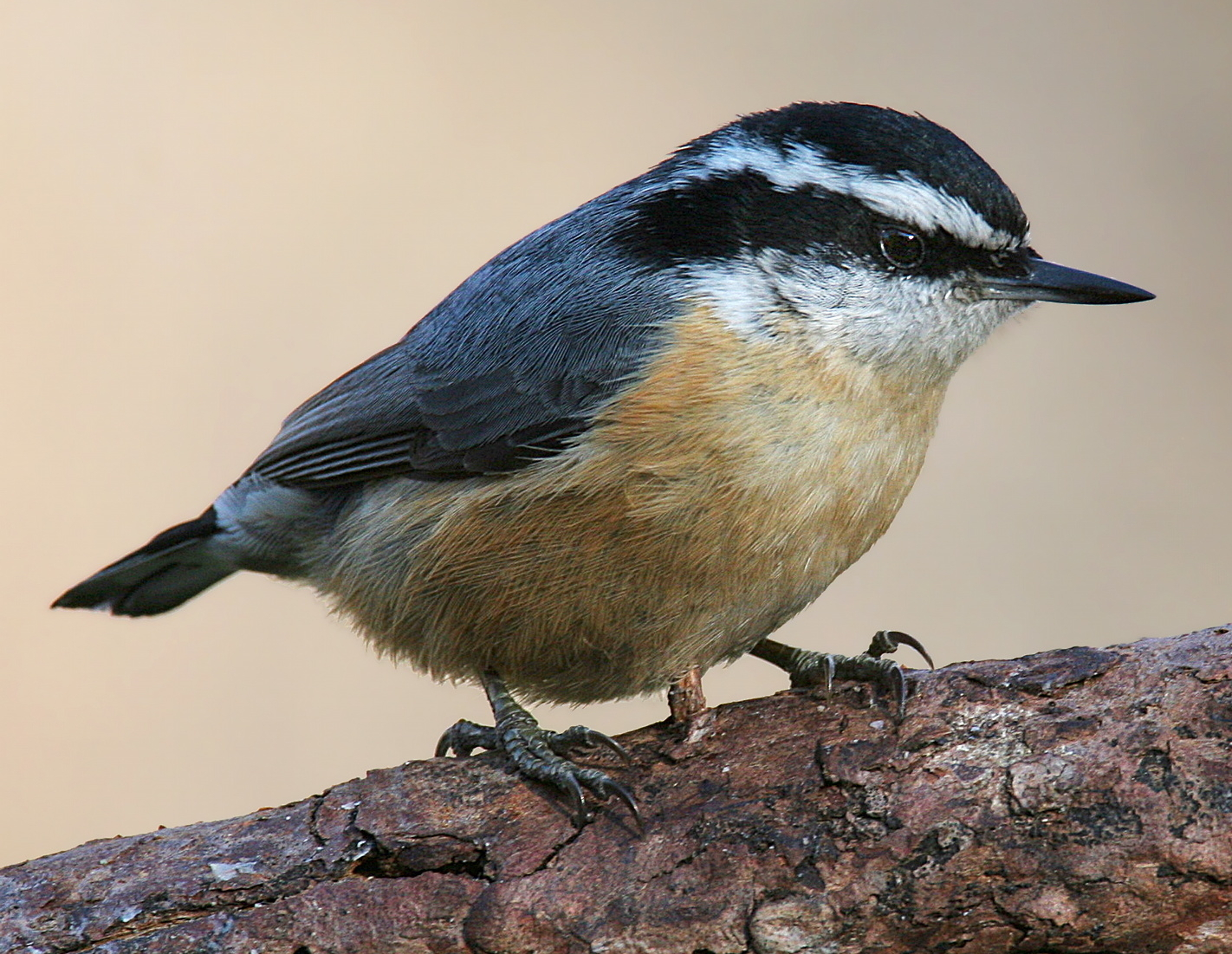

Nötväckorna är kompakta tättingar med en distinkt form som gör dem lätta att känna igen. De har stora huvuden, korta ben, komprimerade vingar och korta fyrkantiga stjärtar med 12 fjädrar. De har långa, kraftiga sylformade näbbar och starka tår med långa klor.
Nötväckor har blågrå ryggar (lila-blå hos vissa asiatiska arter, som också har röda eller gula näbbar) och vita undersidor, vilka är varierande färgade i mattgult, orange, rödaktigt eller lila. Markeringarna på huvudet varierar mellan arter, men en lång svart ögonstrimma, med kontrasterande vitt ögonbrynsstreck, mörk panna och svartaktig hjässa är vanliga. Könen ser likartade ut, men kan skilja sig i färgningen av undersidan, särskilt på de bakre sidorna och under stjärten. Juvenila fåglar och fåglar under ett år kan vara nästan omöjliga att skilja från vuxna.
Nötväckor varierar i storlek, från den stora jättenötväckan, på 195 mm och 36–47 gram, till den lilla brunhuvade nötväckan och ponderosanötväckan, som båda är runt 100 mm långa och väger omkring 10 g.
En av egenheterna bland familjens arter är att de har förmågan att klättra nedför trädstammar med huvudet nedåt och även på undersidan av grenar.
Nötväckor är mycket högljudda och använder en samling olika visslingar, drillar och rop. Deras häckningssång tenderar att vara enkel och ofta identisk med deras kontaktläten men med längre varaktighet. Rödbröstad nötväcka, som samexisterar med amerikansk talltita genom stora delar av sitt utbredningsområde, har förmåga att förstå den senare artens läten. Amerikansk talltita har diskreta variationer i sina läten som befordrar information om storlek och risk för potentiella predatorer. Många fåglar känner igen de enkla varningsläten som framställs av andra arter, men rödbröstade nötväckan har förmåga att tolka amerikansk talltitas detaljerade variationer och att svara på lämpligt sätt.

## Arter
Mångfalden av arter inom familjen är störst i södra Asien (möjligen familjens ursprungliga hem), men den har företrädare över stora delar av norra halvklotet. De arter av nötväckor som för närvarande erkänns visas i tabellen nedan, i systematisk ordning efter Pasquet et al 2014.
| Arter i taxonomisk ordning | Arter i taxonomisk ordning | Arter i taxonomisk ordning | Arter i taxonomisk ordning                                                                                   |  |
| Trivialnamn och vetenskapliga namn | Bild                       | Beskrivning | Utbredning (population om känd)                                                                              |  |
| --- | -------------------------- | --- | --- |  |
| Vitkindad nötväcka (Sitta leucopsis) |                            | 13 cm lång, vit på kinder, haka, strupe och undersida, ovansidan mestadels mörkgrå.                                                                                                 | Östra Afghanistan till västra Nepal och västra Kina (10 miljoner)                                            |  |
| Sichuannötväcka (Sitta przewalskii) |                            | | Västra Kina från Qinghai till södra Sichuan, sydvästra Gansu, nordöstra Tibet och Yunnan.                    |  |
| Jättenötväcka (Sitta magna) | .                          | 19,5 cm lång, gråktig ovansida och vitaktig undersida. | Kina, Myanmar och Thailand.                                                                                  |  |
| Vitbröstad nötväcka (Sitta carolinensis) |                            | 13–14 cm lång, det vita i ansiktet omringar ögat fullständigt, ansikte och undersida är vita, ovansidan är mestadels blågrå.                                                        | Nordamerika från södra Kanada till Mexiko                                                                    |  |
| Praktnötväcka (Sitta formosa) |                            | 16,5 cm lång, svartryggig med vita strimmor, klarblå överrygg, gump och axlar, matt orange undersida och blekare ansikte.                                                           | Nordöstra Indien och Burma och lokalt i södra Kina och norra Sydostasien.                                    |  |
| Blånötväcka (Sitta azurea) | Klicka här för video       | 13,5 cm lång, gråaktig ovansida och vitaktig undersida. | Malaysia, Sumatra och Java                                                                                   |  |
| Rödnäbbad nötväcka (Sitta frontalis) |                            | 12,5 cm lång, lilablå ovan, med violetta kinder, beige undersida och vitaktig strupe, näbben röd, svart fläck på pannan.                                                            | Indien och Sri Lanka genom Sydostasien till Indonesien                                                       |  |
| Gulnäbbad nötväcka (Sitta solangiae) |                            | 12,5–13,5 cm lång, vit undersida, blåaktig ovansida, gul näbb. | Vietnam och Hainanön i Kina                                                                                  |  |
| Filippinnötväcka (Sitta oenochlamys) |                            | 12,5 cm lång, rosaaktig undersida, gul näbb, blåaktig ovansida. | Endemisk för Filippinerna                                                                                    |  |
| Ponderosanötväcka (Sitta pygmaea) |                            | 10 cm lång, grå hjässa, blå-grå ovansida, vitaktig undersida, vitaktig fläck i nacken.                                                                                              | Västra Nordamerika från British Columbia till sydvästra Mexiko (2,3 miljoner)                                |  |
| Brunhuvad nötväcka (Sitta pusilla) |                            | 10,5 cm lång, brun hjässa med smal svart ögonstrimma och mattgulvita kinder, haka och buk. Vingarna är blåaktigt grå, liten vit fläck i nacken.                                     | Sydöstra USA (1,5 miljoner)                                                                                  |  |
| Bahamanötväcka (Sitta insularis) |                            | | Endast på ön Grand Bahama i Bahamas, möjligen utdöd                                                          |  |
| Yunnannötväcka (Sitta yunnanensis) |                            | 12 cm lång, gråaktig ovansida och vitaktig undersida. | Endemisk för sydvästra Kina                                                                                  |  |
| Turknötväcka (Sitta krueperi) |                            | 11,5–12,5 cm lång, vitaktig undersida med rödaktig strupe, mestadels grå ovansida.                                                                                                  | Turkiet, Georgien, Ryssland och på den grekiska ön Lesbos. (80 000–170 000 par)                              |  |
| Kabylnötväcka (Sitta ledanti) |                            | 13,5 cm lång, blågrå ovan och mattgul undertill. Hanen har svart krona och ögonstreck som åtskiljs av ett vitt ögonbrynsstreck. Honan har grå krona och ögonstreck.                 | Endemisk för nordöstra Algeriet (Färre än 1000 par)                                                          |  |
| Rödbröstad nötväcka (Sitta canadensis) De eurasiska taxonen S. whiteheadi, S. krueperi, S. villosa och S. yunnanensis har under olika perioder kategoriserats som underarter till S. canadensis. |                            | 11 cm lång, blågrå ovansida, med rödaktig undersida, vitt ansikte med svart ögonstreck, vit strupe, en rak grå näbb och en svart krona.                                             | Västra och norra tempererade Nordamerika, övervintrar över stora delar av USA och södra Kanada (18 miljoner) |  |
| Korsikansk nötväcka (Sitta whiteheadi) |                            | 12 cm lång, blågrå ovan och mattgul undertill. Hanen har en svart krona och ögonstreck som åtskiljs av ett vitt ögonbrynsstreck. Honan har en grå krona och ögonstreck.             | Endemisk för Korsika (3000–9000 par)                                                                         |  |
| Kinesisk nötväcka (Sitta villosa) |                            | 11,5 cm lång, gråaktig ovansida och rosaaktig undersida. | Kina, Nordkorea och Sydkorea                                                                                 |  |
| Klippnötväcka (Sitta neumayer) |                            | 13,5 cm lång. Vit strupe och undersida som mörknar till buff på buken. Grå ovansida, med olika nyanser beroende på underart. Ögonstrecket är olika mörkt bland de tre underarterna. | Balkanhalvön österut genom Grekland och Turkiet till Iran (130 000)                                          |  |
| Ravinnötväcka (Sitta tephronota) |                            | 16–18 cm lång, gråaktig ovansida och vitaktig undersida, rosaaktig gump. | Norra Irak och västra Iran österut genom Centralasien (43 000–100 000 i Europa)                              |  |
| Jakutisk nötväcka (Sitta arctica) |                            | | Nordcentrala Sibirien till Anadyrfloden                                                                      |  |
| Himalayanötväcka (Sitta himalayensis) |                            | 12 cm lång, mindre näbb än S. cashmirensis, rödaktig-orange undersida med omarkerade klara rödaktiga understjärttäckare, vitt på övre stjärttäckarna är svårt att se i fält.        | Himalaya från nordöstra Indien till sydvästra Kina, lokalt österut till Vietnam                              |  |
| Victorianötväcka (Sitta victoriae) |                            | 11,5 cm lång, gråaktig ovansida och mestadels vitaktig undersida. | Endemisk för Myanmar.                                                                                        |  |
| Nötväcka (Sitta europaea) |                            | 14 cm lång, svart ögonstrimma, blågrå ovansida, rödaktig och/eller vit undersida beroende på underart.                                                                              | Tempererade Eurasien (10 miljoner)                                                                           |  |
| Naganötväcka (Sitta nagaensis) |                            | 12,5–14 cm lång, mestadels blekt grå ovansida och mestadels vitaktig undersida, mörk ögonstrimma.                                                                                   | Tibet till sydcentrala Vietnam                                                                               |  |
| Kashmirnötväcka (Sitta cashmirensis) |                            | 14 cm lång, mestadels gråaktig ovansida, rödaktig undersida med blekare hals och haka.                                                                                              | Östra Afghanistan till västra Nepal                                                                          |  |
| Kastanjenötväcka (Sitta castanea) |                            | | Bergsutlöpare i norra och centrala Indien (västra Ghats)                                                     |  |
| Burmanötväcka (Sitta neglecta) |                            | | Myanmar till sydöstra Yunnan, Thailand, Laos, Kambodja och södra Vietnam.                                    |  |
| Kanelnötväcka (Sitta cinnamoventris) |                            | | Norra Pakistan till norra Sydostasien                                                                        |  |

## Utbredning och miljö

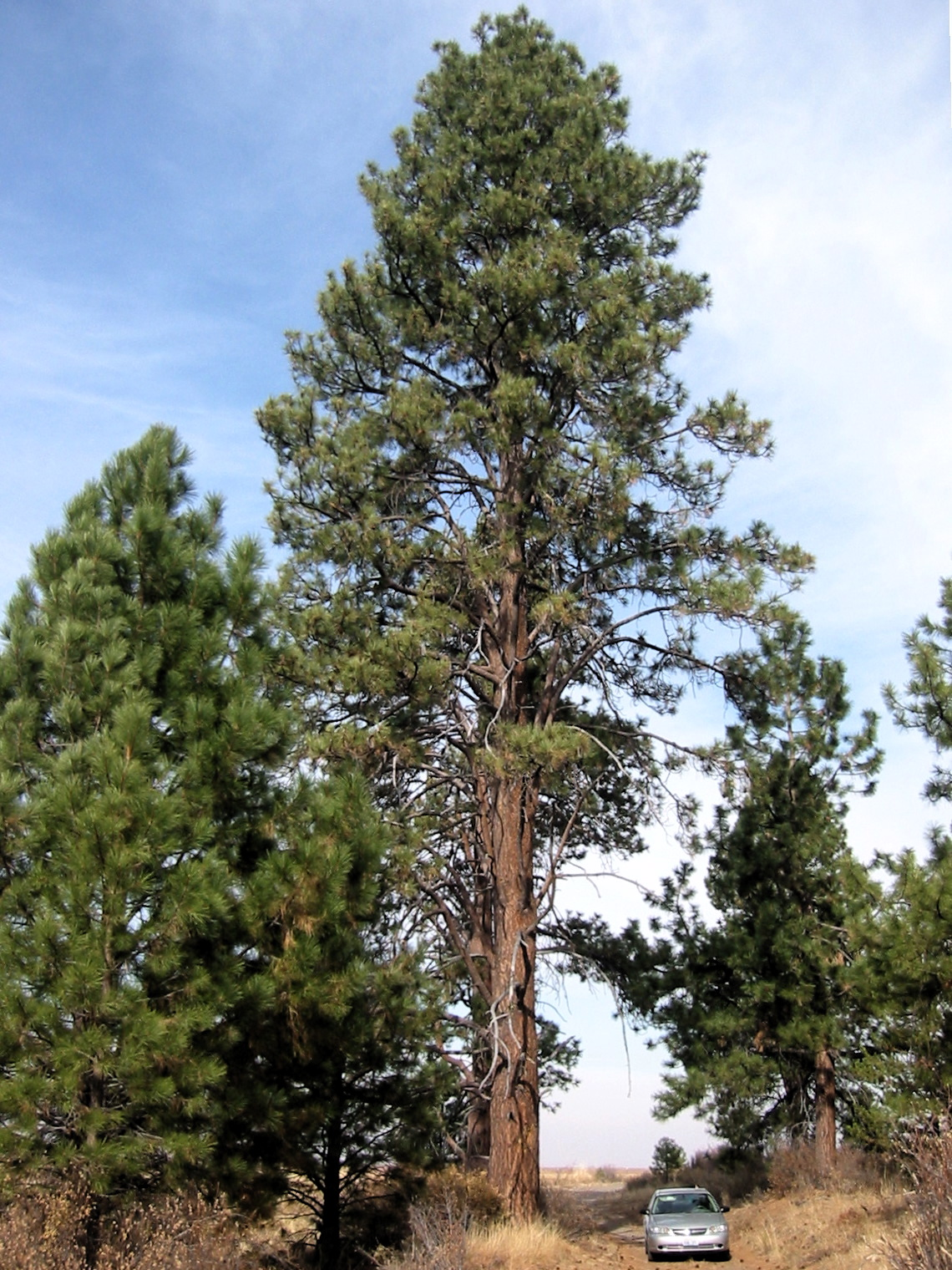
Öppen skogsmark med gultall är ett habitat för ponderosanötväcka.

Medlemmar av familjen nötväckor lever i större delarna av Nordamerika och Europa och i Asien ned till Wallacelinjen. Nötväckor är sparsamt företrädda i Afrika. En art lever i ett litet område i nordöstra Algeriet 
och en population av en underart av nötväckan, S. e. hispaniensis, bor i bergen i Marocko. 
De flesta arter är stannfåglar. Den enda betydande flyttfågeln är rödbröstad nötväcka, som övervintrar i stora områden över Nordamerika och lämnar de nordligaste delarna av sin häckningsutbredning i Kanada och Alaska. Den har rapporterats som tillfällig gäst i Bermuda, Island och England.
En art, nötväcka (S. europaea), häckar i norra Europa. Utöver denna häckar bara tre arter i Europa: korsikansk nötväcka (S. whiteheadi) på Korsika, turknötväcka (S. krueperi) i Grekland och Europeiska Ryssland, och klippnötväcka (S. neumayer) i sydöstra Europa. I Nordamerika häckar fyra arter: ponderosanötväcka (S. pygmaea), brunhuvad nötväcka (S. pusilla), rödbröstad nötväcka (S. canadensis) och vitbröstad nötväcka (S. carolinensis) och av dessa fyra arter är det bara brunhuvad nötväcka (S. pusilla) som har ett häckningsområde som sträcker sig ned till Västindien. Övriga arter inom familjen förekommer uteslutande i Asien.
Merparten av arterna inom familjen återfinns i skogsbiotoper men ett fåtal har anpassat sig till klippiga omgivningar. De flesta nötväckor är skogsfåglar och flertalet återfinns i barrskog eller andra städsegröna skogar, även om varje art har en förkärlek för en särskild typ av träd. Anknytningen har varierande styrka, från korsikansk nötväcka, som är nära knuten till svarttall, till nötväckan, som har en mer allsidig miljö och föredrar lövfällande skog eller blandskog men häckar i barrskog i den norra delen av sitt stora utbredningsområde. 
De två arterna klippnötväckor är dock inte starkt knutna till skogsland. De häckar på klippiga sluttningar eller klippor, fastän båda flyttar in i skogsområden när de inte häckar.
Nötväckor föredrar ett ganska tempererat klimat. Nordliga arter lever nära havsytan medan de längre söderut återfinns i kyligare höglandsmiljöer. Nötväckan och rödbröstade nötväckan är låglandsfåglar i de norra delarna av sina stora utbredningsområden, men häckar i bergen längre söderut. Exempelvis återfinns nötväckan, som häckar där julitemperaturen varierar mellan 16 och 27 °C, nära havsytan i norra Europa, men mellan 1750 och 1850 meters höjd i Marocko. Rödnäbbad nötväcka är den enda medlemmen i familjen som föredrar tropiska låglandsskogar.

## Beteende

### Bobygge, fortplantning och överlevnad

Genomskärning av en bohåla för klippnötväcka med lervägg och tunnel tvärsöver ingången.

Alla nötväckor häckar i håligheter. Med undantag av de två arterna klippnötväckor använder alla trädhålor, där de gör en enkel kopp fodrad med mjuka material för att lägga ägg på. Hos vissa arter består fodringen av små träaktiga föremål som barkflikar och fröskal, medan den hos andra omfattar mossa, gräs, hår och fjädrar, vilket är typiskt för tättingar.
Medlemmar av överarten rödbröstad nötväcka gräver ut sina egna trädhålor, men de flesta andra nötväckor använder naturliga håligheter eller gamla hackspettshål. Flera arter minskar storleken på ingångsöppningen och försluter sprickor med lera. Rödbröstad nötväcka gör boet säkert genom att smeta klibbiga bitar av kåda runt ingången. Hanen kletar på kådan på utsidan och honan på insidan. Kådan kan hindra predatorer eller konkurrenter (fåglarna som bor i boet undviker kådan genom att dyka rakt in genom öppningen). 
Vitbröstad nötväcka kletar oljebaggar runt ingången till boet, och det har föreslagits att den obehagliga lukten från de krossade insekterna avskräcker ekorrar, den främsta konkurrenten om naturliga trädhålor.
Klippnötväckan bygger ett utarbetat flaskformat bo av lera, dynga och hår eller fjädrar, och utsmyckar boets yttre och sprickor i närheten med fjädrar och insektsvingar. Bona placeras i klippskrevor, i grottor, under överhängande klippor eller på byggnader. Ravinnötväcka bygger en likartad men mindre komplex struktur tvärsöver ingången till en hålighet. Dess bo kan vara ganska litet men kan väga upp till 32 kg. Denna art bygger också bo i flodbanker eller trädhålor och förstora bohålan om håligheten är för liten.

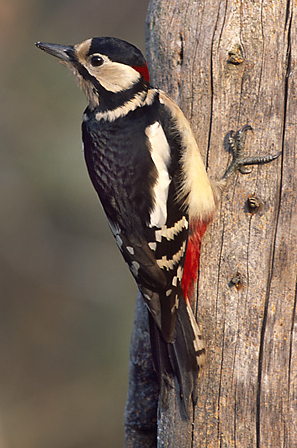
Större hackspett är en allvarlig predator mot nötväckans bon.

Nötväckor är monogama och bildar livslånga par. Honan producerar ägg som är vita med röda eller gula märken. Storleken på kullen varierar och tenderar att vara större hos nordligare arter. Äggen ruvas i 12 till 18 dagar av honan ensam, eller av båda föräldrarna, beroende på art. Ungarna är bostannare och blir flygfärdiga efter 21 till 27 dagar. 
Båda föräldrarna utfodrar ungarna, och hos två amerikanska arter, brunhuvad nötväcka och ponderosanötväckan, kan hanar från den föregående kullen hjälpa föräldrarna med utfodringen.
För de få arter som det finns tillgängliga uppgifter om är den genomsnittliga livslängden i naturen mellan 2 och 3,5 år, men upp till 10-åriga fåglar har dokumenterats.  
Den årliga andelen vuxna individer av arten nötväcka som överlever är 53% 
och för hanar av korsikansk nötväcka 61,6%. 
Nötväckor och andra små skogsfåglar har samma predatorer: egentliga hökar, ugglor, ekorrar och hackspettar. En amerikansk undersökning visade att nötväckors reaktioner på predatorer kan vara knutna till häckningsstrategier. I undersökningen mättes villigheten hos hanar av två arter att utfodra ruvande honor i boet när de visades modeller av en amerikansk sparvhök, som jagar vuxna nötväckor, respektive en husgärdsmyg, som förstör ägg. Vitbröstad nötväcka är mer kortlivad än rödbröstad nötväcka, men har fler ungar, och fanns reagera starkare på äggpredatorn, medan rödbröstad nötväcka visade större oro för höken. Detta stöder teorin att mer långlivade arter gynnas av överlevnad bland vuxna och framtida möjligheter till häckning medan fåglar med kortare livslängd sätter större värde på överlevnaden för sina större kullar.
Kyla kan vara ett problem för små fåglar som inte flyttar. Att övernatta tillsammans i täta klungor kan hjälpa till att bevara värme och flera arter av nötväckor använder denna metod. Upp till 170 ponderosanötväckor har setts i en enda övernattningsgrupp. Ponderosanötväckan har förmåga att sänka sin kroppstemperatur under övernattningen, och bevara energi med hypotermi och sänkt basalomsättning.

### Föda

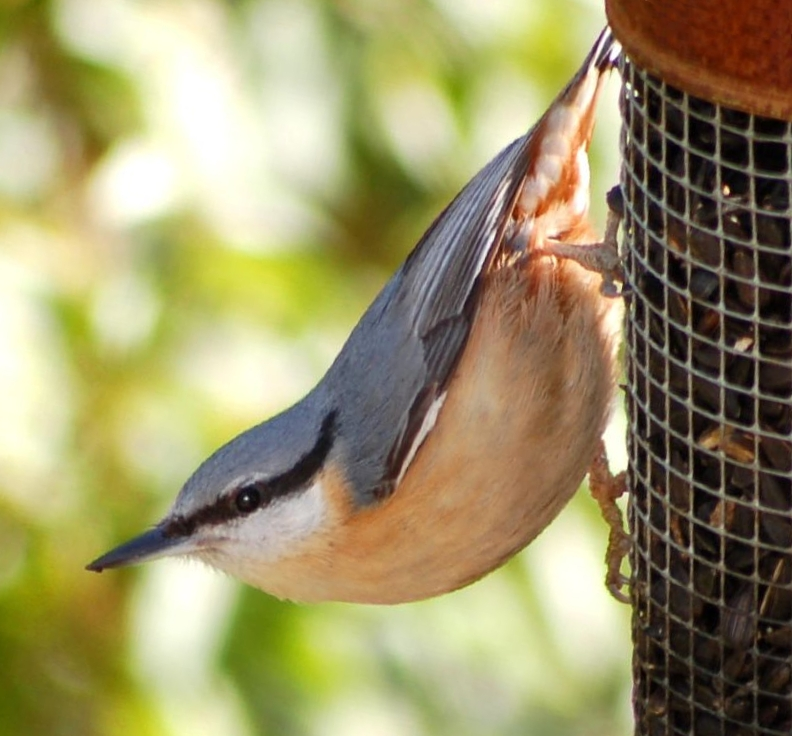
Nötväcka på en fågelmatare

Generellt är nötväckor allätare som äter insekter, nötter och frön. 
Nötväckor födosöker på trädstammar och grenar och har samma ekologiska nisch som hackspettar. Till skillnad från hackspettar och trädkrypare använder de inte sina stjärtar som stöd, utan förlitar sig på sina starka ben och fötter för att ta sig fram i ryckiga skutt. De har förmåga att ta sig nedåt med huvudet före och hänga uppochned under kvistar och grenar. Turknötväcka kan till och med sträcka sig nedåt medan den hänger uppochned för att dricka vatten från löv utan att röra marken. 
Klippnötväckor födosöker med en teknik liknande den hos skogsmarksarterna, men söker föda på klippväggar och ibland på byggnader. När de häckar födosöker ett nötväckepar endast inom sitt revir, men vid andra tidpunkter kan de slå sig samman med genomresande mesar eller ansluta sig till flockar med blandade arter.
Insekter och andra ryggradslösa djur utgör en stor del av nötväckornas föda, särskilt under häckningssäsongen, när de nästan enbart livnär sig på levande byten, men de flesta arter äter också frön på vintern, då det finns mindre tillgång på ryggradslösa djur. Större bitar föda, som stora insekter, snäckor, ekollon eller frön kan kilas fast i sprickor och hamras med fågelns starka näbb. Ovanligt nog för en fågel använder brunhuvad nötväcka en bit trädbark som hävstång för att bända upp andra barkflisor för att söka föda. Barkredskapet kan sedan bäras från träd till träd eller användas för att täcka en frögömma.
Alla nötväckor tycks lagra mat, särskilt frön, i sprickor i träd, i marken, under små stenar, eller bakom barkflisor, och dessa gömmor kan behållas i minnet så länge som 30 dagar. På samma sätt kilar klippnötväckorna fast snäckor i lämpliga sprickor för att förtära vid behov. Nötväckan har befunnits undvika att använda sina gömmor under bättre förhållanden för att spara dem till hårdare tider.

## Status

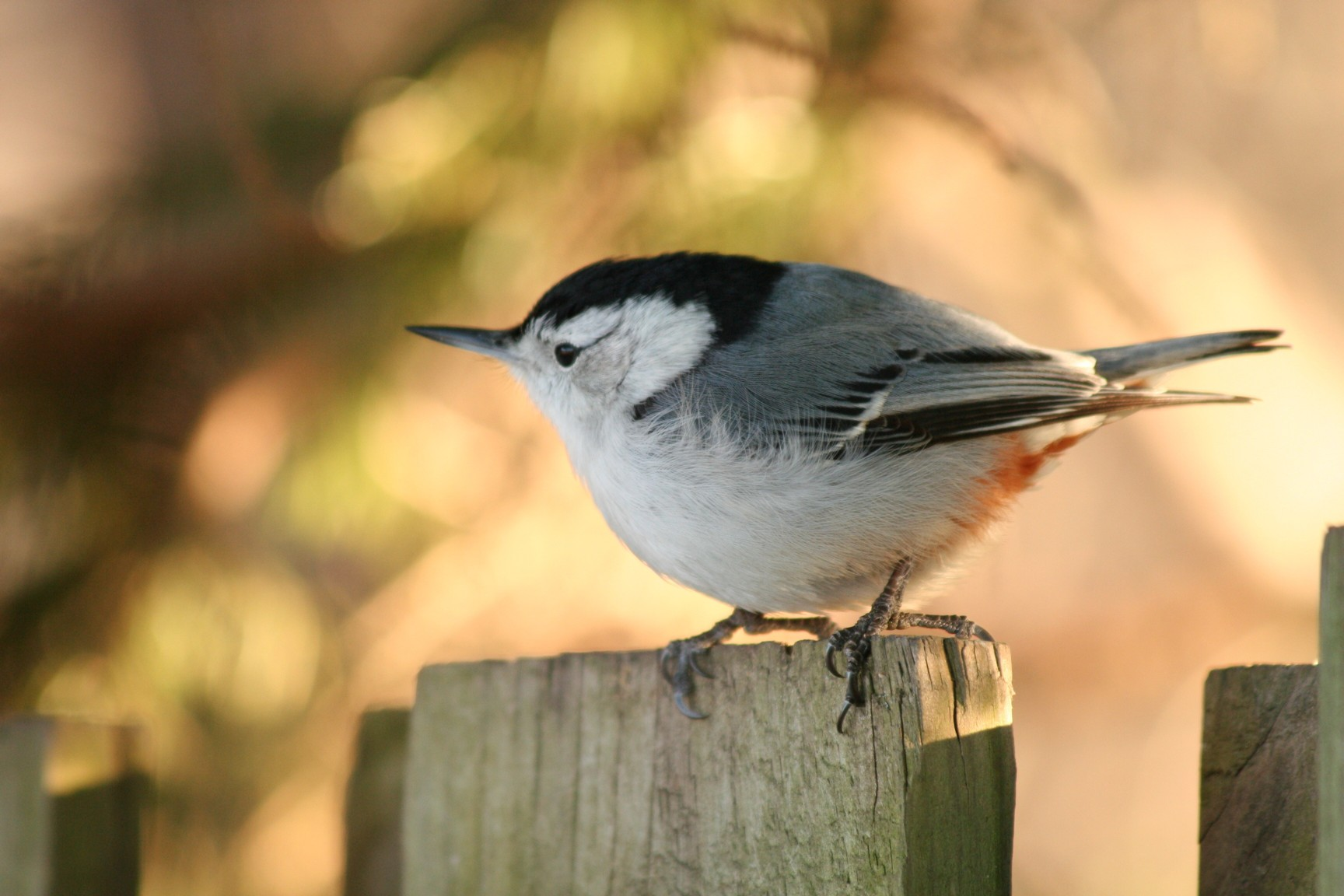
Vitbröstad nötväcka, vanlig i stora delar av Nordamerika

Vissa arter av nötväckor, som arten nötväcka och de nordamerikanska arterna, har stora utbredningsområden och stora populationer och måttliga problem med bevarande , men kan lokalt påverkas av uppsplittring av skogslandskap . En del av arterna med mer begränsad utbredning är däremot drabbade av svåra påfrestningar. 
Den utrotningshotade victorianötväckan återfinns endast i Mount Victoria-området i Burma, där skog upp till 2000 meter över havet har avverkats nästan fullständigt och habitat på 2 000–2 500 m.ö h har minskat kraftigt. Nästan 12 000 människor bor i Natma Taungs nationalpark, som innefattar Mount Victoria, och deras eldar och fällor bidrar till påfrestningarna på victorianötväckan. Populationen av victorianötväcka, som uppskattas till bara några tusen, är minskande och inga åtgärder för bevarande har satts in. Kabylnötväckan återfinns i bara fyra områden i Algeriet, och det är möjligt att den totala populationen inte överskrider 1 000 fåglar. Bränder, erosion samt betande och störningar från boskap har minskat habitatets kvalitet, trots att det ligger i Tazas nationalpark.
Avskogning har också orsakat populationsminskningar för de sårbara yunnannötväcka och gulnäbbad nötväcka. Yunnannötväckan kan klara en viss förlust av träd, eftersom den föredrar öppna tallskogslandskap, men fastän det fortfarande är vanlig lokalt har den försvunnit från flera av de områden där den observerades i början av 1900-talet . Hotet mot gulnäbbad nötväcka är särskilt akut på Hainan, där över 70 % av skogsmarken har förlorats under de gångna 50 åren på grund av förändrad odling och användning av trä till bränsle under statliga kinesiska program för nykolonisation.
Turknötväcka hotas av urbanisering och exploatering i och omkring mogna barrskogar, särskilt kustområdena vid Medelhavet där arten en gång fanns i stort antal. En lag om främjande av turism trädde i kraft i Turkiet 2003, vilket ytterligare förvärrar hoten mot dess habitat. Lagen minskade byråkratin och gjorde det lättare för exploatörer att bygga turistanläggningar och sommarstugor i kustzonen där förlust av skogsmark är ett växande problem för turknötväcka.